# Amata marjana
Espèce
La Syntomie tyrolienne (Amata marjana) est une espèce de lépidoptères (papillons) de la famille des Erebidae et de la sous-famille des Arctiinae.
- Répartition : Sud de l’Europe, incluant le Sud-Est de la France.
- Envergure du mâle : de 18 à 22 mm.
- Période de vol : de mai à juin.

Cette espèce est parfois citée sous les noms d'Amata kruegeri (Ragusa, 1904) (maintenant considéré comme invalide) ou d'Amata albionica Dufay, 1965 (désormais une sous-espèce).

## Systématique
Le nom valide complet (avec auteur) de ce taxon est Amata marjana Stauder, 1913.
Amata marjana a pour synonymes :
- Amata bimaculata Stauder, 1921
- Amata cataleptica Stauder, 1914
- Amata cerberus Stauder, 1921
- Amata degenerata Stauder, 1921
- Amata kammeli Stauder, 1921
- Amata pedemontii Rocci, 1944
- Amata quadriga Stauder, 1921
- Amata quercii Verity, 1913
- Amata rebeli Stauder, 1921

### Liste des sous-espèces
Selon GBIF (15 juillet 2024) :
- Amata marjana subsp. albionica Dufay, 1965
- Amata marjana subsp. bulgarica Daniel, 1934
- Amata marjana subsp. macedonica Daniel, 1934
- Amata marjana subsp. odessana Obraztsov, 1935
- Amata marjana subsp. sontiana Stauder, 1928